# Marchese di Mondéjar
Marchese di Mondéjar è un titolo nobiliare spagnolo creato da Ferdinando V di Castiglia il 25 novembre 1512 in favore di Íñigo López de Mendoza y Quiñones, figlio di Íñigo López de Mendoza y Suárez de Figueroa (1415-1479), primo conte di Tendilla e nipote di Íñigo López de Mendoza y Lasso de la Vega (1398-1458), primo marchese di Santillana.

## Storia
Il titolo di marchese di Mondéjar è uno dei più importanti dell'aristocrazia castigliana nell'Età Moderna, legato a quello di conte di Tendilla, entrambi appartenenti alla famiglia Mendoza.
La località di Mondéjar e il suo marchesato, così come Tendilla e la sua contea, si trovano nell'attuale provincia di Guadalajara, nel centro geografico della Spagna e non lontano dalla Corte, poiché questa si stabilì a Madrid (con Filippo II), come altri nuclei di potere dei Mendoza, come il Ducato dell'Infantado (quello del Palazzo dell'Infantado nella stessa città di Guadalajara).
Il titolo di marchese di Mondéjar fu concesso il 25 novembre del 1512 da Ferdinando il Cattolico a Íñigo López de Mendoza y Quiñones, secondo conte di Tendilla, soprannominato il Gran Tendilla.
Alla sua morte avvenuta a Granada nel luglio del 1515, gli succedette nel titolo il suo primogenito Luis Hurtado de Mendoza y Pacheco, terzo conte di Tendilla e secondo marchese di Mondéjar, nonché nipote del Cardinale Diego Hurtado de Mendoza y Quiñones.
La discendenza maschile si estinse con José Ibáñez e Nicolás Luis, i figli del marchese consorte Gaspar Ibáñez di Segovia, lo storico, defunto a Mondéjar nel 1708, in contemporanea alla Guerra di successione spagnola, nella quale sostennero la parte del perdente, l'arciduca Carlo d'Asburgo, e furono diseredati da suo padre nell'intento di garantire la continuità del patrimonio familiare.
Il Re Luigi I di Spagna concesse la Grandeza de España de primera clase per unire questo titolo.
Da allora il titolo è posseduto dalla famiglia Cotoner.
L'attuale marchese di Mondéjar è Íñigo Alfonso Cotoner y Martos dal 1997.

## Marchesi di Mondéjar
- Íñigo López de Mendoza y Quiñones, I marchese di Mondéjar (1440-1515) e II conte di Tendilla. Si sposò con Francisca Pacheco.
- Luis Hurtado de Mendoza y Pacheco, II marchese di Mondéjar (1489-1566) e III conte di Tendilla. Si sposò con Catalina de Mendoza.
- Íñigo López de Mendoza y Mendoza, III marchese di Mondéjar e IV conte di Tendilla. Viceré di Napoli, si sposò con Maria de Mendoza.
- Luis Hurtado de Mendoza y Mendoza, IV marchese di Mondéjar e V conte di Tendilla. Si sposò con Catalina de Mendoza e, in seconde nozze, con Beatriz de Córdoba. Entrambi i matrimoni furono celebrati nel 1560. Del primo matrimonio ebbero un erede e, dal secondo matrimonio, non ebbe discendenza.
- Íñigo López de Mendoza y Mendoza, V marchese di Mondéjar e visconte di Tendilla.

(...)
- María Gregoria de Mendoza, IX marchesa di Mondéjar e X contessa di Tendilla, IV marchesa di Agropoli, sposata con Gaspar Ibáñez de Segovia, con successione.

(...)
- Nicolás Luis Ibáñez de Segovia y Mendoza, XI marchese di Mondéjar e XII conte di Tendilla. Si sposò con Sebastiana Ruiz de Alarcón y Pacheco, VI marchesa dei Palazzi, VIII marchesa di Castrofuerte. Le succedette suo figlio:
- Nicolás María Ibáñez de Segovia, XII marchese di Mondéjar e XIII conte di Tendilla, marchese di Valhermoso, VII marchese dei Palazzi, marchese di Agropoli, marchese di Castrofuerte. Si sposò con María Antonia Álvarez de Toledo y Fernández de Córdoba. Senza discendenza.

(...)
- Nicolás Cotoner y Cotoner, XXV marchese di Mondéjar e XXV conte di Tendilla dal 9 maggio 1952 e marchese di Ariany, sposato con María de la Trinidad Martos y Zabalburu, viscontessa di Ugena.
- Íñigo Alfonso Cotoner y Martos, XXIV marchese di Mondéjar e XXVI conte di Tendilla.